# Minho (tartomány)

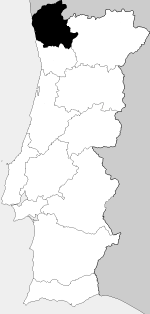
Minho tartomány

Minho (kiejtése IPA: ['miɲu]) Portugália egyik történelmi tartománya (portugálul antiga província vagy região natural).
Hivatalosan 1936-ban lett tartomány, de 1976-ban megszüntették.
23 önkormányzatból (portugálul concelhos) állt, a tartományi főváros Braga volt. Területén ma Braga és Viana do Castelo kerületek (portugálul distrito) vannak.